# Flottans överman
Flottans överman är en svensk dramakomedifilm från 1958 i regi av Stig Olin.

## Om filmen
Filmen premiärvisades på biograf Cosmorama i Göteborg den 2 september 1958. Med Flottans överman avslutade Stig Olin sin karriär som filmregissör. Det blev hans tionde film. Han debuterade med I dur och skur 1953.
Flottans överman har visats i SVT, bland annat 1989, 2000 och i januari 2024.

## Rollista i urval
- Nils Poppe – Fabian Bom
- Harriet Andersson – Linnea Berg
- Yvonne Lombard – Gullan Polander, socialkurator
- Sigge Fürst – Karlsson, högbåtsman
- Git Gay – Vera Cavalcante, född Blomgren
- Gösta Bernhard – Eduardo Cavalcante, hennes make
- Sven-Eric Gamble – matros
- Georg Adelly – matros
- Sten Gester – Harry Sandberg, journalist
- Fritiof Billquist – Reling, kommendörkapten
- Rolf Botvid – löjtnant
- Jaime Avellán – Diego Manolo, tjurfäktare
- Einar Axelsson – Rossling, direktör i Exportrådet

## Filmmusik i urval
- "Encarnita", kompositör Anthony Picon
- I filmen ingår även musik ur filmen Sista paret ut, komponerad av Bengt Hallberg

## DVD
Filmen gavs ut på DVD 2016.